# Anarquismo no Vietnã
Anarquismo como um movimento político no Vietnã começou no início do século XX. Seu proponente mais reconhecido foi Phan Boi Chau.

## História
O anarquismo no Vietnã pode ser ligado a várias organizações, pensadores e ativistas políticos na China e no Japão, que influenciaram significativamente Phan Boi Chau. O jornal anarquista chinês Justiça Natural foi lançado em 1907 por um grupo de individuais que incluía Chang Chi, amigo de Chau. A Liga Mundial pela Humanidade, uma organização internacionalista iniciada em 1912 da qual Chau participou, passou despercebida pelo "recém-formado governo republicano [chinês]" por seu "programa de extrema-esquerda".

## Phan Boi Chau
De 1905 a 1908, Phan Boi Chau viveu no Japão, onde escreveu tratados políticos clamando pela liberação do Vietnã do regime colonial francês. Após ser forçado a abandonar o Japão, mudou-se para a China onde foi influenciado por Sun Yat-sen. Formou um novo grupo, chamado de Liga de Restauração Vietnamita, seguindo o modelo do partido republicano de Sun Yat-sen.
Em 1925, agentes franceses o capturaram em Xangai; condenado por traição, passou o resto de sua vida em prisão domiciliar, na cidade de Huế.